# Adigeni (gemeente)
Adigeni (Georgisch: ადიგენის მუნიციპალიტეტი, Adigenis munitsipaliteti) is een gemeente in het zuidwesten van Georgië met 15.628 inwoners (2024) en heeft een oppervlakte van bijna 800 km². De gemeente ligt in de regio Samtsche-Dzjavacheti en de gelijknamige plaats is het bestuurlijk centrum. Historisch was Adigeni een belangrijk frontlijngebied tussen verschillende heersers over Georgië en kent verschillende fortificaties. Het historische 19e-eeuwse kuuroord Abastoemani ligt in de gemeente.

## Geschiedenis
Het gebied van de huidige gemeente Adigeni lag in het atabegaat Samtsche (Samtsche-Saatabago, of ook wel Mescheti) dat aanvankelijk in de 15 eeuw onafhankelijk werd van het Koninkrijk Georgië, maar in de 16e eeuw door zowel het Ottomaanse Rijk als Safavidisch Perzië werd bevochten, met name het oostelijke deel in de omgeving van de plaats Adigeni.
Met de Vrede van Amasya in 1555 kwam het gebied in de verste hoek van Perzisch gecontroleerd gebied te liggen aan de bestandslijn met het Ottomaanse Rijk. In de 17e eeuw kwam het gebied onder Ottomaanse controle, en werd het onderdeel van het Eyalet van Çıldır (of ook Pasjalik Achaltsiche).

### Russisch gezag

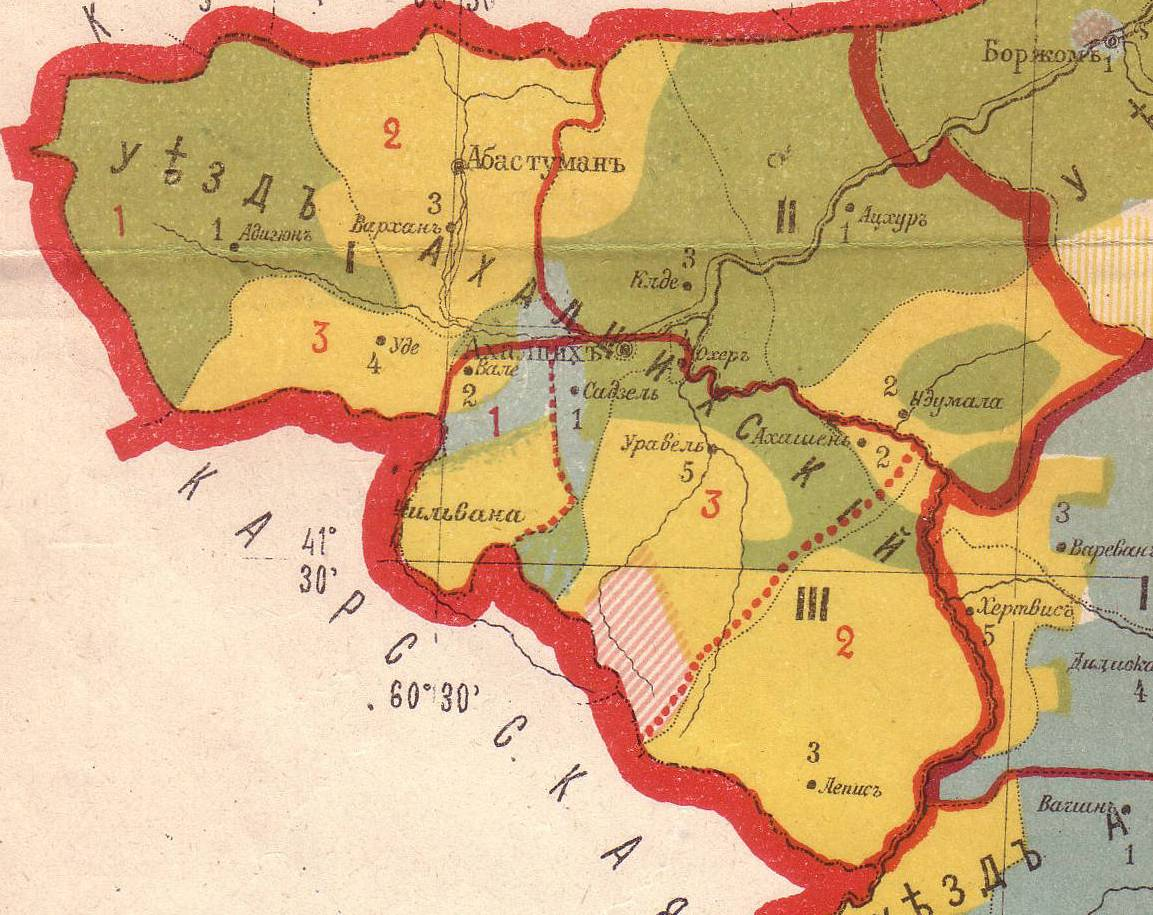
Oejezd Achaltsiche en vorming district Adigeni (links)

In de 18e eeuw werd het gebied wederom betwist toen het Georgische Koninkrijk Kartli-Kachetië zich los probeerde te worstelen van zowel de Perzen als de Turken. Dit liep met Russische steun uit op een mislukking bij Aspindza en bleef het gebied onder Turks gezag. Gedurende de eerste fase van de Russische annexatie van Georgische gebieden in het begin van de 19e eeuw lag Adigeni nog in het Ottomaanse Rijk. Na de Russisch-Turkse Oorlog (1828-1829) en het Verdrag van Adrianopel kwam Adigeni en omgeving onder Russisch gezag te staan.
Het gebied werd vervolgens vanaf 1840 bestuurlijk onderdeel van het oejezd Achaltsiche, dat korte tijd deel uitmaakte van het gouvernement Georgië-Imeretië. Het oejezd Achaltsiche werd met de splitsing van dat Gouvernement in 1846 bij het gouvernement Koetais ingedeeld, om vervolgens in 1867 bij het gouvernement Tiflis ingedeeld te worden. Het oejezd Achaltsiche was onderverdeeld in drie gemeentelijke districten (oetsjastok, Russisch: yча́сток), waarbij het gebied van de huidige gemeente Adigeni met praktisch dezelfde grenzen het gemeentelijke district Koblian (Коблианский участок, Koblianskiy oetsjastok) vormde.

### Moderne indeling
Deze indeling bleef feitelijk bestaan tot de Sovjet-verovering van de Democratische Republiek Georgië in 1921 en de bestuurlijke hervorming in 1930. Toen werd het rajon Adigeni afgesplitst. Na de onafhankelijkheid van Georgië werd het district in 1995 ingedeeld bij de nieuw gevormde regio (mchare) Samtsche-Dzjavacheti, en werd het in 2006 omgevormd tot gemeente.

## Geografie

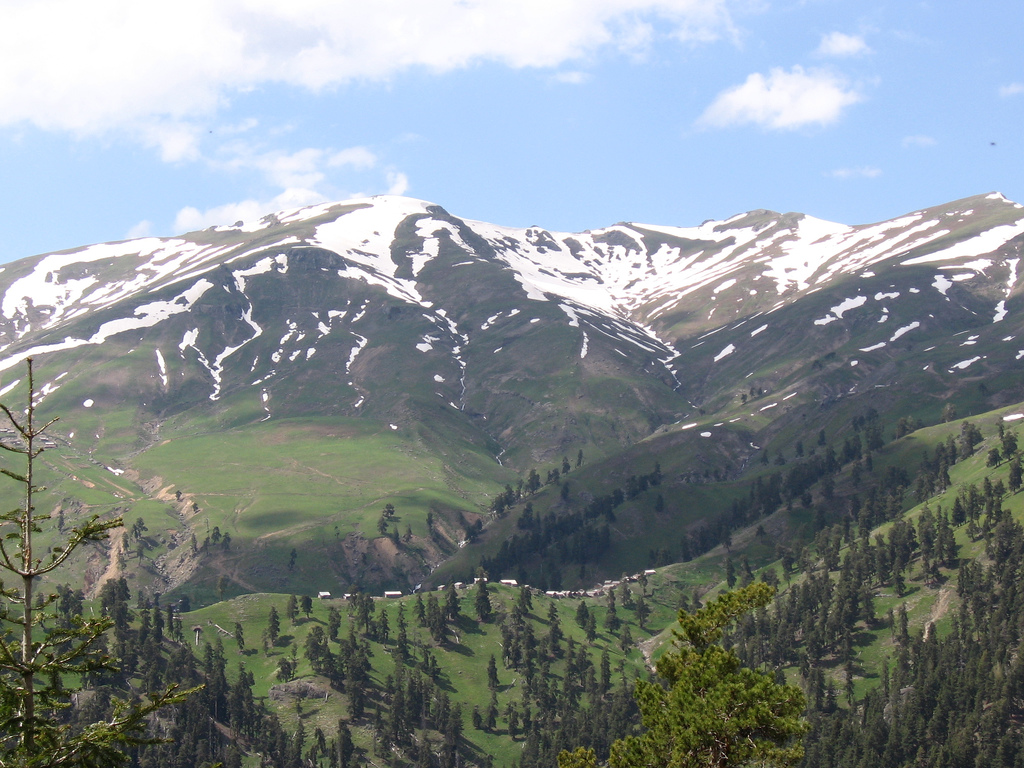
Meschetigebergte bij Abastoemani

Adigeni grenst in het westen aan de gemeente Choelo in Adzjarië en in het noorden aan Tsjochataoeri in de regio Goeria alsmede aan de gemeenten Vani en Baghdati in Imereti. Ten westen van Adigeni ligt de gemeente Achaltsiche en langs de zuidkant ligt Turkije.

### Bergen
De gemeente wordt deels omsloten door het Meschetigebergte in het noorden en het Arsianigebergte in het westen, die een maximale hoogte hebben tussen de 2500 en 2800 meter boven zeeniveau. Dit zijn subgebergtes van de Kleine Kaukasus. In het Meschetigebergte liggen de hoogste toppen van de gemeente. Het driegemeentenpunt met Tsjochataoeri en Vani is onderdeel is van de Mepistskaro, de hoogste berg van het Meschetigebergte.
In het centrale deel van Adigeni ligt het Persati Plateau met een gemiddelde hoogte van 2200 meter boven zeeniveau en toppen rond de 2400 meter. In het noorden bevindt zich de 2182 meter hoge Zekaripas in de nationale route Sh14 naar Baghdati en Koetaisi. Langs deze route ligt ook het historische kuuroord Abastoemani. Door de gemeente stromen verschillende linker zijrivieren van de Mtkvari, waarvan de Kvabliani de belangrijkste is. 

## Demografie
Begin 2024 telde de gemeente Adigeni 15.628 inwoners, een geringe daling ten opzichte van de volkstelling van 2014.
| Gemeente Adigeni                                                        | 17.983 | -     | 41.314 | 19.593 | 20.272 | 20.278 | 21.284 | 20.752 | 16.462 | 16.134 | 15.628 |  |  |  |
|                                                                         |        |       |        |        |        |        |        |        |        |        |        |  |  |  |
| Adigeni                                                                 | -      | -     | 656    | 1.200  | 859    | 981    | 1.309  | 980    | 783    | 961    | 1.040  |  |  |  |
| Abastoemani                                                             | -      | 1.244 | 3.001  | 3.521  | 3.253  | 2.935  | 2.564  | 1.368  | 937    | 740    | 609    |  |  |  |
| Verantwoording data: Bevolkingsstatistiek Georgië 1897 tot heden. Noot: |        |       |        |        |        |        |        |        |        |        |        |  |  |  |

### Etniciteit en religie

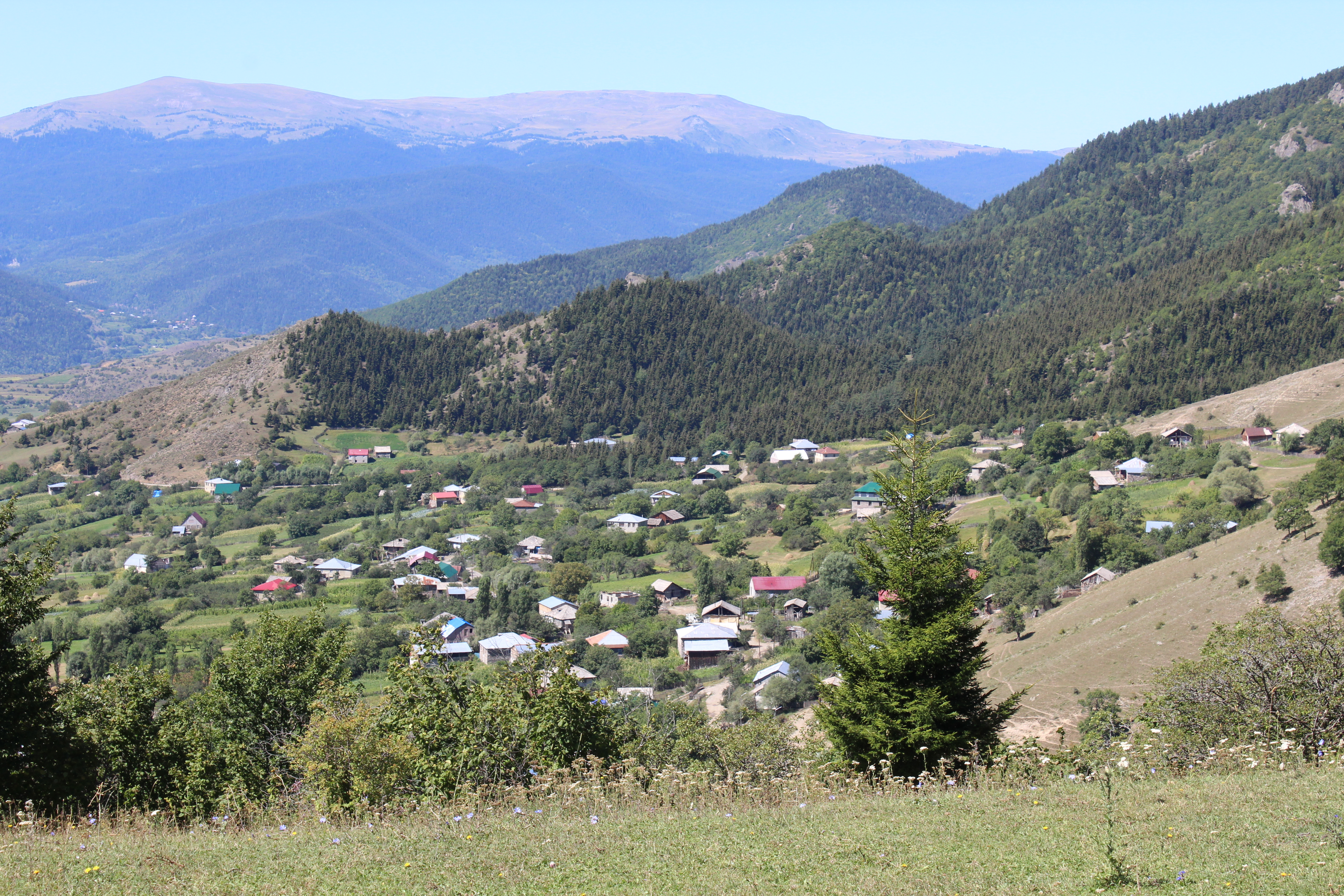
Het dorp Gomaro

De bevolking van Adigeni bestond volgens de volkstelling van 2014 voor vrijwel geheel uit Georgiërs (97,1%). De grootste etnische minderheid waren de Armeniërs (2,3%), die voornamelijk in Abastoemani wonen en daar 18% van de bevolking uitmaken. Andere minderheden zijn enkele tientallen Russen en enkele Azerbeidzjanen, Osseten, Oekraïners, Abchaziërs en Pontische Grieken. Het grootste deel van de inwoners was volgens de volkstelling Georgisch-Orthodox (67,7%), gevolgd door moslim Georgiërs (20,1%). Dit zijn met name Adzjaren. Een andere voor Georgische begrippen relatief grote groep zijn de katholieken (10%). Verder zijn er kleine aantallen Armeens-Apostolen en jehova's.

### Mescheten
In november 1944 werden de Mescheten, een Turkssprekende etnische groep van overwegend moslimgeloof die in dit gebied woonden, naar Centraal-Aziatische Sovjetrepublieken gedeporteerd als onderdeel van een stalinistische hervestigingsoperatie. De Mescheten vormden op dat moment driekwart van de bevolking van het rajon (1939: 32.923 van de 41.314 inwoners). Pogingen om hen in het onafhankelijke Georgië terug te laten keren lopen stroef, en ondervindt lokale weerstand.

## Administratieve onderverdeling

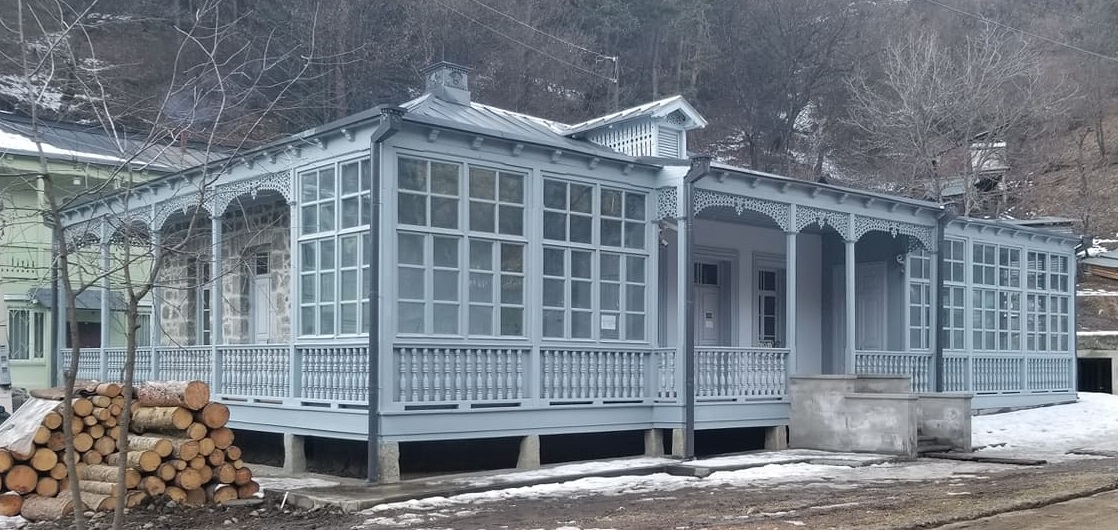
Historische apotheek in kuuroord Abastoemani

De gemeente Adigeni is administratief onderverdeeld in 18 gemeenschappen (თემი, temi) met in totaal 55 dorpen (სოფელი, sopeli) en twee 'nederzettingen met stedelijk karakter' (დაბა, daba), te weten het administratieve centrum Adigeni en het kuuroord Abastoemani.

## Bestuur
De gemeenteraad van Adigeni (Georgisch: საკრებულო, sakreboelo) wordt elke vier jaar gekozen in een gemengd kiesstelsel. Een deel wordt via enkelvoudige kiesdistricten gekozen en een deel via evenredige vertegenwoordiging van gesloten partijlijsten, waarvoor een kiesdrempel geldt van drie procent.
| Partij | Partij                             | 2014 | 2017 | 2021 |
| ------ | ---------------------------------- | ---- | ---- | ---- |
|        | Georgische Droom (GD)              | 21   | 23   | 24   |
|        | Verenigde Nationale Beweging (UNM) | 6    | 1    | 9    |
|        | Europees Georgië (EG)              |      | 5    |      |
|        | Overige partijen                   | 3    | 1    |      |
| Totaal | Totaal                             | 30   | 30   | 33   |

## Bezienswaardigheden

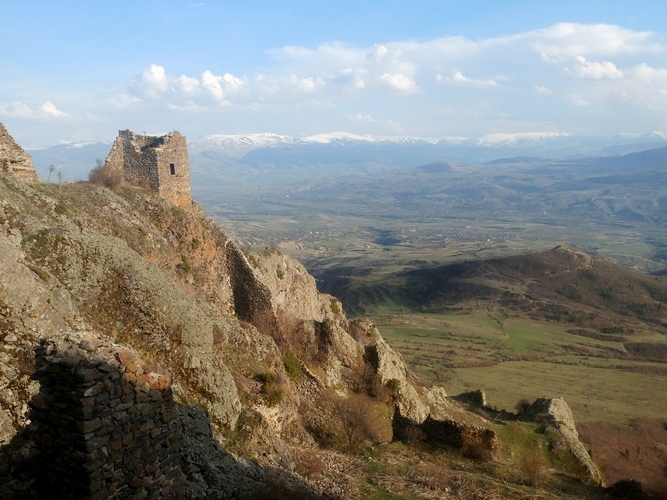
Okrostsiche

In de gemeente zijn diverse bezienswaardigheden:
- Zarzmaklooster. Een historische plek waar al sinds de 8e eeuw een klooster staat. De huidige kerk is een reconstructie gemaakt in de vroege 20e eeuw [32]
- Okrostsiche (Gouden fort). Een middeleeuwse fortificatie op een rots en een van de grootsten in zijn soort in Georgië.[33] Speelde een belangrijke rol in de verdediging van de regio Samtsche tegen de Ottomanen.
- Klimatologisch kuuroord Abastoemani. Spa en sterrenobservatorium.
- Diverse andere forten zoals Tamarafort bij Abastoemani,[34] en Zanavi bij Adigeni.

## Vervoer

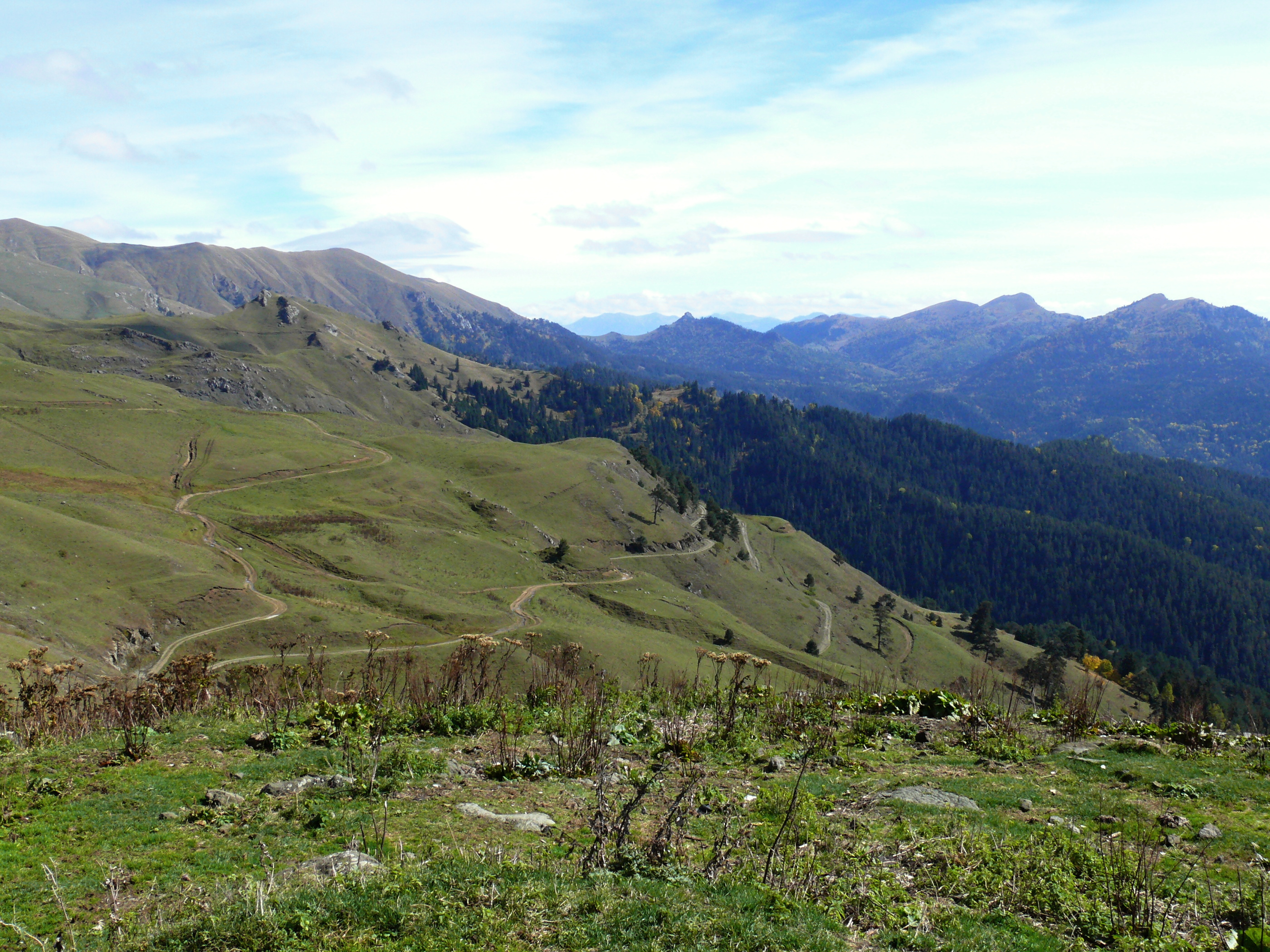
Weg over de Zekaripas

De belangrijkste doorgaande route door de gemeente, de nationale route Sh1, verbindt Batoemi met Achaltsiche via de 2027 meter hoge Goderdzipas in de buurgemeente Choelo. In de late Sovjet periode was deze weg onderdeel van de A306 Sovjet hoofdroute. Een andere regionaal belangrijke verbinding door de gemeente is de nationale route Sh14 naar Baghdati en Koetaisi via de 2182 meter hoge Zekaripas. Deze was ooit onderdeel van de A307 Sovjet hoofdroute.
De secundaire Vale-Posof Georgisch-Turkse grensovergang ligt in het zuidoostelijke hoekje van de gemeente Adigeni, en is de zuidelijke terminus van de hoofdroute S8 die vanuit Chasjoeri via Bordzjomi en Achaltsiche bij de grens eindigt. Het dichtstbijzijnde treinstation was in Achaltsiche, maar sinds medio 2012 rijden er geen treinen meer op de lijn Borjomi - Achaltische - Vale. 